# Johann Wilhelm Reinbeck
Johann Wilhelm Reinbeck (* 8. März 1691 in Lüneburg; † 24. August 1764 in Neuhaus an der Elbe) war ein deutscher Amtmann.

## Herkunft und Leben
Reinbeck wurde 1691 als Sohn der Margaretha, geborene Raabe (* 26. Juli 1661; † um 1710), und des Lüneburger Bürgermeisters Johann Reinbeck (* 15. Januar 1640 in Lüneburg; † 2. Juli 1704 ebenda) geboren und am 8. März 1691 in Lüneburg getauft. Er hatte eine Halbschwester aus der ersten Ehe seines Vaters, Anna Margarete Reinbeck (* um 1666 in Lüneburg), die verheiratet war mit dem fürstlich-cellischen Geheimen Kanzleisekretär Christoph Heinrich Heldberg (* 30. April 1654), Sohn des cellischen Archivars Heinrich Heldberg (* 28. April 1608 in Uelzen; † 19. Mai 1678 in Celle). Eine weitere Halbschwester war Sophie Rosina Reinbeck († 1728; auch genannt Rosie Sophie Scott), die mit dem fürstlichen Leibmedicus Robert Scott in Celle verheiratet war. Johann Wilhelm Reinbecks Großvater war der kaiserliche Notar Andreas Reinbeck (* 1615; † nach 1660 Lüneburg) und er entstammte wohl der gleichen Familie wie der Theologe Johann Gustav Reinbeck.
Reinbeck war Jurist und wurde 1729 Amtmann im Amt Kraak und Sülstorf. Im Jahr 1740 wechselte er, nach dem Tod des bisherigen Amtmanns Gustav Ernst Schmidt (1691–1739), als Amtschreiber in das Amt Neuhaus. 1750 wurde er dort zum Oberamtmann befördert, und er blieb bis zu seinem Tod 1764 in Neuhaus ansässig. Sein Enkel und dessen Schwager bekleideten insgesamt 40 Jahre lang in Serie das Bürgermeisteramt der Stadt Verden (Reinbecks Enkel, Johann Wilhelm Conrad Brüel, ab 1797, der Schwager desselben, Carl Christian Münchmeyer, ab 1806 bis 1837).

## Familie und Nachkommen
Er war wohl zweimal verheiratet: (1) um 1723 ⚭ N.N.; (2) um 1730 ⚭ Sara Theodora von Ramdohr (* um 1708; † um 1756), Tochter des Melchior Albrecht von Ramdohr (* 8. August 1678 Celle; † 29. Mai 1727 Bardowick), Amtmann zu Scharnebeck, und der Anna Sophia Erberfeld (* 22. September 1679 in Helmstedt).
Nachkommen:

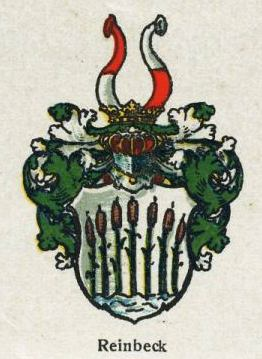
Wappen derer von Reinbeck, 1765

vermutlich aus (1), eventuell auch aus (2)
- Albrecht Johann von Reinbeck (* 1723 Amt Sülstorf; † 12. August 1790 in Neuhaus), kurhannoverscher Drost im Amt Bodenteich.[7] Er war wohl nicht der Sohn der Sara Theodora von Ramdohr. Er war 1756 Amtschreiber in Bleckede/Elbe, 1757 in Westerhof bei Echte, 1759–1763 in Steinhorst bei Sandesneben/Holstein, 1763–1768 Amtmann in Bodenteich, 1768–1770 dortiger Drost, 1770–1790 Amtmann in Neuhaus/Elbe. Als Drost zu Bodenteich wurde er am 1. März 1765[8] in den Reichsadelsstand, mit kurhannoverscher Publikation von 16. September 1768, erhoben und heiratete die Freiin Anna Dorothee von Bülow, Tochter des Georg Wilhelm Freiherr von Bülow (1699–1737) und der Eleonore Charlotte geb. von Grote (1714–1781).[9]
  - Wilhelmine von Reinbeck (* 1759; † nach 1828) ⚭ 1807 mit Friedrich Hans Otto von Oldershausen (* 1743; † 1828), Forstmeister im Herzogtum Bremen[10]
  - Charlotte Sophie von Reinbeck (* 1764; † 1847) ⚭ 1786 mit Kapitän Gustav Ludwig von Scharnhorst (* um 1747)  in Stade[11] (dieser 16. Mai 1770 Leutnant im Inf.-Rgt. Wangenheim, 1781 mit dem 16. Inf.-Rgt. in Ostindien bis 1785, um 1794 pensioniert)[12]
  - Christian Friedrich von Reinbeck (* 1769 in Bodenteich), Amtsschreiber in Hitzacker 1794[13]

aus (2)
- Eleonora Fridericia Reinbeck (* 28. September 1730 in Sülstorf bei Ludwigslust; † 5. September 1800 in Verden)[14] ⚭ um 1750 Georg Michael Brüel (* 9. Juni 1720 in Hannover; † 22. Dezember 1763 in Rotenburg), dieser war 1755 Forstschreiber in Sternberg, 1759 Oberförster in Rotenburg[15]
  - Johann Wilhelm Conrad Brüel (* 7. Mai 1755 in Burg Sternberg; † 13. April 1806 in Verden), Advokat und Bürgermeister (1797–1806) in Verden; ⚭ 10. Juni 1787 in Verden mit Marie Ilse Sophie Münchmeyer (* 7. Oktober 1766 in Verden; † 2. März 1827 ebenda), Schwester des Senators, Landrats und Bürgermeisters (1806–1837) von Verden, Carl Christian Andreas Münchmeyer (* 20. Januar 1768 Verden; † 4. Februar 1837 ebenda)[16]
    - Eduard August Brüel (* 21. Mai 1796 in Verden; † 16. Februar 1866 in Schiffbek-Stormarn), Chaussee-Einnehmer